# مانین (ژورنال)

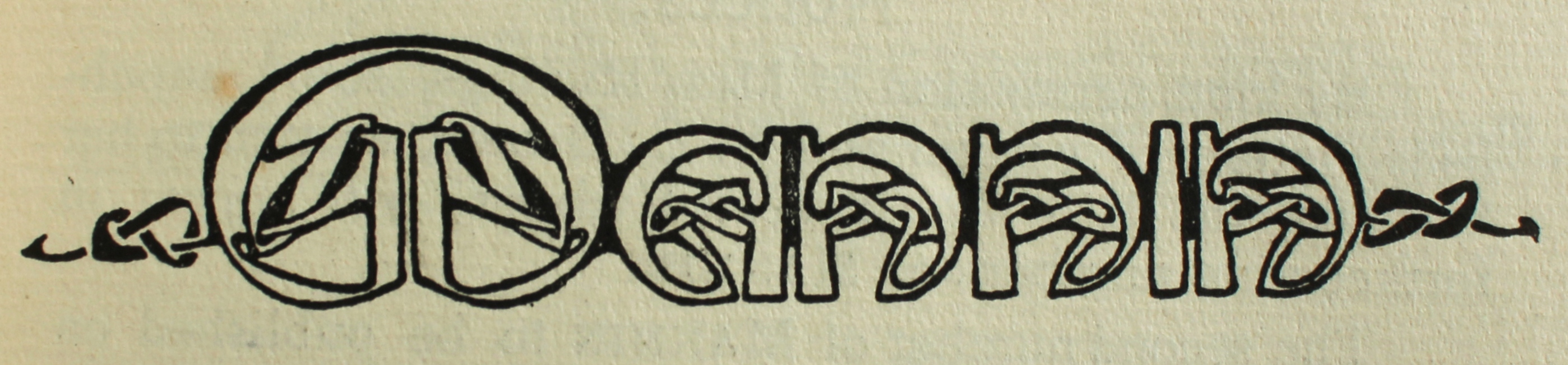
متن عنوان مانین، تنظیم شده توسط: آرچیبالد ناکس

مانین: (به انگلیسی: Mannin) مجلۀ مسائل گذشته و حال مربوط به مان، یک نشریۀ دانشگاهی برای ترویج فرهنگ مانکس بود که هر دو سال یکبار میان سال‌های ۱۹۱۳ و ۱۹۱۷ میلادی توسط انجمن مانکس، ین چشغت غایلچاق (Yn Çheshaght Ghailckagh) منتشر می‌شد. این مجله توسط سوفیا موریسون و با کمک ویلیام کابون ویرایش می‌شد.

## زمینه

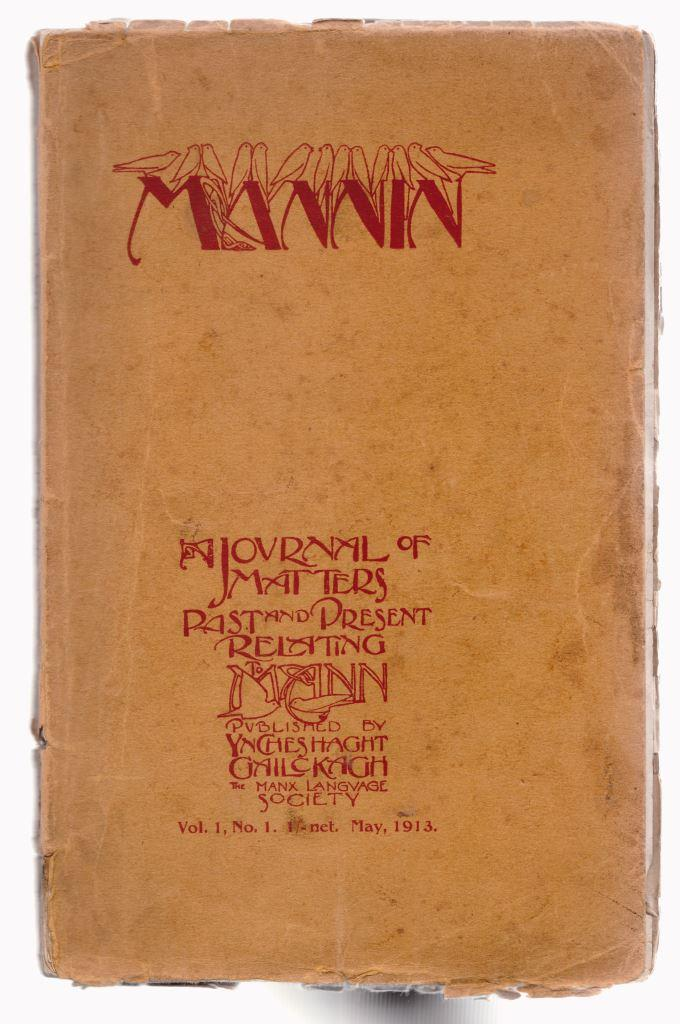
جلد اول، چاپ اول مانین، مه ۱۹۱۳ میلادی

مانین مجلۀ اجتماعی انجمن زبان مانکس، ین چشغت غایلچاق، بود (که در سال ۱۹۱۳ میلادی نام خود را به «انجمن مانکس» تغییر داد، تا خود را از نگرانی ظاهری فقط با زبان فاصله بگیرند. این مجله اهداف انجمن را که توسط آرتور ویلیام مور در زمان تأسیس آن در سال ۱۸۹۹ میلادی مطرح شده بود، پیش برد:
«اگرچه انجمن زبان مانکس نامیده می‌شود، به نظر من نباید انرژی خود را به ترویج علاقه به زبان محدود کند، بلکه آن‌ها را به مطالعۀ تاریخ مانکس، مجموعۀ موسیقی مانکس، تصنیف‌ها، سرودها، گسترش دهد. فولکلور، ضرب‌المثل‌ها، نام مکان‌ها، از جمله نام‌های قدیمی که به سرعت در حال نابودی هستند. در یک‌کلام، برای حفظ هر چیزی که مشخصاً مانکس است، و بالاتر از همه، برای پرورش روحیۀ ملی».
انجمن مانکس تا حد زیادی در درون موج پن-سلتیک، احیای هویت‌های ملی سلتی در طول قرن ۱۹ و اوایل قرن ۲۰ میلادی ایجاد شد. موریسون «ناسیونالیسم مانکس» را به عنوان هدف اصلی جامعه و به‌ ویژه مانین بیان کرد. با این حال، بر خلاف تحولات سلتی در ایرلند و جاهای دیگر در آن زمان، جامعه و مانین، مانکس را با هویتی دوگانه به نمایش گذاشتند، هم به عنوان مانکس و هم انگلیسی، که در محتوای مجله، مانند مقالات در حمایت از جنگ بزرگ، به اثبات رسیده است.